# 總務副大臣
總務副大臣（日语：／ Sōmu Fukudaijin），是日本國政府總務省的副大臣，輔佐總務大臣處理總務省相關事務。

## 概要

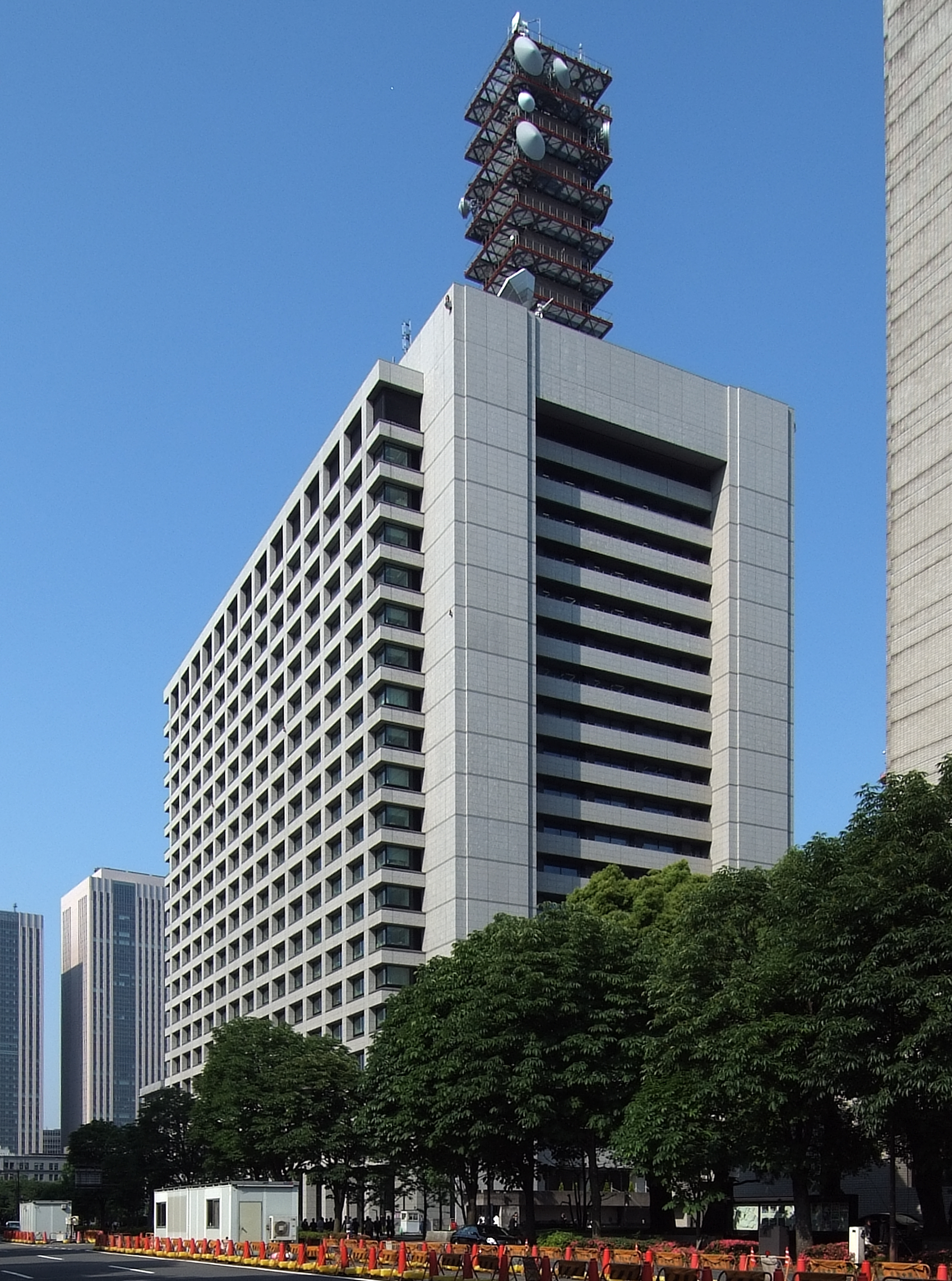
法務省所在地中央合同廳舍第2號館

2001年1月6日，根據《中央省廳機構改革基本法》對中央省廳機構進行改組而設立。同日，第二屆森內閣 (改組 中央省廳再編後)啟動，任命眾議院議員遠藤和良及眾議院議員小坂憲次擔任首屆副大臣。
奉總務大臣之命，負責協助政策、企劃的立案和政務的處理。根據《國家行政組織法》，人數固定為兩人。

## 歷代副大臣
| 總務副大臣     | 總務副大臣                  | 總務副大臣            | 總務副大臣               | 總務副大臣     | 總務副大臣                 | 總務副大臣                 | 總務副大臣                   | 總務副大臣                                |
| 內閣           | 內閣                        | 總務大臣              | 全名                     | 就職日         | 卸任日                     | 黨派                       | 出身                         | 備註                                      |
| -------------- | --------------------------- | --------------------- | ------------------------ | -------------- | -------------------------- | -------------------------- | ---------------------------- | ----------------------------------------- |
| 第2次森內閣    | 改造內閣 （中央省廳再編後） | 片山虎之助            | 遠藤和良                 | 2001年1月6日   | 2001年4月26日              | 公明黨                     | 眾議員（四國比例代表區）     |                                           |
| 第2次森內閣    | 改造內閣 （中央省廳再編後） | 片山虎之助            | 小坂憲次                 | 2001年1月6日   | 2001年4月26日              | 自由民主黨                 | 眾議員（長野縣第1區）        |                                           |
| 第1次小泉內閣  | 第1次小泉內閣               | 片山虎之助            | 遠藤和良                 | 2001年5月1日   | 2002年1月8日               | 公明黨                     | 眾議員（四國比例代表區）     | 再任 任內辭職，由佐田玄一郎接任           |
| 第1次小泉內閣  | 第1次小泉內閣               | 片山虎之助            | 小坂憲次                 | 2001年5月1日   | 2002年1月8日               | 自由民主黨                 | 眾議員（長野縣第1區）        | 再任 任內辭職，由若松謙維接任             |
| 第1次小泉內閣  | 第1次小泉內閣               | 片山虎之助            | 佐田玄一郎               | 2002年1月8日   | 2002年9月30日              | 自由民主黨                 | 眾議員（群馬縣第1區）        |                                           |
| 第1次小泉內閣  | 第1次小泉內閣               | 片山虎之助            | 若松謙維                 | 2002年1月8日   | 2002年9月30日              | 公明黨                     | 眾議員（北關東比例代表區）   |                                           |
|                | 第1次改造內閣               | 片山虎之助            | 若松謙維                 | 2002年10月2日  | 2003年9月22日              | 公明黨                     | 眾議員（北關東比例代表區）   | 留任                                      |
| 加藤紀文       | 第1次改造內閣               | 片山虎之助            | 自由民主黨               | 2002年10月2日  | 2003年9月22日              | 參議員（岡山縣選舉區）     |                              |                                           |
| 第2次改造內閣  | 麻生太郎                    | 田端正廣              | 2003年9月25日            | 2003年11月19日 | 公明黨                     | 眾議員（大阪府第3區）      |                              |                                           |
| 第2次改造內閣  | 麻生太郎                    | 山口俊一              | 2003年9月25日            | 2003年11月19日 | 自由民主黨                 | 眾議員（山口縣第2區）      |                              |                                           |
| 第2次小泉內閣  | 第2次小泉內閣               | 田端正廣              | 2003年11月20日           | 2004年9月27日  | 公明黨                     | 眾議員（大阪府第3區）      | 再任                         |                                           |
| 第2次小泉內閣  | 第2次小泉內閣               | 山口俊一              | 2003年11月20日           | 2004年9月27日  | 自由民主黨                 | 眾議員（山口縣第2區）      | 再任                         |                                           |
|                | 改造內閣                    | 今井宏                | 2004年9月29日            | 2005年9月21日  | 自由民主黨                 | 眾議員（北關東比例代表區） |                              |                                           |
| 山本公一       | 改造內閣                    | 眾議員（愛媛縣第4區） | 2004年9月29日            | 2005年9月21日  | 自由民主黨                 |                            |                              |                                           |
| 第3次小泉內閣  | 第3次小泉內閣               | 今井宏                | 2005年9月22日            | 2005年10月31日 | 自由民主黨                 | 眾議員（埼玉縣第3區）      | 再任                         |                                           |
| 第3次小泉內閣  | 第3次小泉內閣               | 山本公一              | 2005年9月22日            | 2005年10月31日 | 自由民主黨                 | 眾議員（愛媛縣第4區）      | 再任                         |                                           |
|                | 改造內閣                    | 竹中平藏              | 菅義偉                   | 2005年11月2日  | 自由民主黨                 | 2006年9月26日              | 眾議員（神奈川縣第2區）      |                                           |
| 山崎力         | 改造內閣                    | 竹中平藏              | 參議員（青森縣選舉區）   | 2005年11月2日  | 自由民主黨                 | 2006年9月26日              |                              |                                           |
| 第1次安倍內閣  | 第1次安倍內閣               | 菅義偉                | 大野松茂                 | 2006年9月27日  | 自由民主黨                 | 2007年8月27日              | 眾議員（埼玉縣第9區）        |                                           |
| 第1次安倍內閣  | 第1次安倍內閣               | 菅義偉                | 田村憲久                 | 2006年9月27日  | 自由民主黨                 | 2007年8月27日              | 眾議員（三重縣第4區）        |                                           |
|                | 改造內閣                    | 增田寬也              | 佐藤勉                   | 2007年8月29日  | 自由民主黨                 | 2007年9月26日              | 眾議員（栃木縣第4區）        |                                           |
| 魚住裕一郎     | 改造內閣                    | 增田寬也              | 公明黨                   | 2007年8月29日  | 參議員（參議院比例區）     | 2007年9月26日              |                              |                                           |
| 福田康夫內閣   | 福田康夫內閣                | 增田寬也              | 佐藤勉                   | 2007年9月27日  | 2008年8月2日               | 自由民主黨                 | 眾議員（栃木縣第4區）        | 再任                                      |
| 福田康夫內閣   | 福田康夫內閣                | 增田寬也              | 谷口隆義                 | 2007年9月27日  | 2008年8月2日               | 公明黨                     | 眾議員（大阪府第5區）        |                                           |
|                | 改造內閣                    | 增田寬也              | 石崎岳                   | 2008年8月5日   | 2008年9月24日              | 自由民主黨                 | 眾議員（北海道第3區）        |                                           |
| 倉田雅年       | 改造內閣                    | 增田寬也              | 眾議員（東海比例代表區） | 2008年8月5日   | 2008年9月24日              | 自由民主黨                 |                              |                                           |
| 麻生內閣       | 麻生內閣                    | 鳩山邦夫 →佐藤勉      | 石崎岳                   | 2008年9月29日  | 2009年9月16日              | 自由民主黨                 | 眾議員（北海道第3區）        | 再任                                      |
| 麻生內閣       | 麻生內閣                    | 鳩山邦夫 →佐藤勉      | 倉田雅年                 | 2008年9月29日  | 2009年9月16日              | 自由民主黨                 | 眾議員（東海比例代表區）     | 再任                                      |
| 鳩山由紀夫內閣 | 鳩山由紀夫內閣              | 原口一博              | 渡邊周                   | 2009年9月18日  | 2010年6月8日               | 民主黨                     | 眾議員（靜岡縣第6區）        |                                           |
| 鳩山由紀夫內閣 | 鳩山由紀夫內閣              | 原口一博              | 內藤正光                 | 2009年9月18日  | 2010年6月8日               | 民主黨                     | 參議員（參議院比例區）       |                                           |
| 菅直人內閣     | 菅直人內閣                  | 原口一博              | 渡邊周                   | 2010年6月9日   | 2010年9月17日              | 民主黨                     | 眾議員（靜岡縣第6區）        | 再任                                      |
| 菅直人內閣     | 菅直人內閣                  | 原口一博              | 內藤正光                 | 2010年6月9日   | 2010年9月17日              | 民主黨                     | 參議員（參議院比例區）       | 再任                                      |
|                | 第1次改造內閣               | 片山善博              | 鈴木克昌                 | 2010年9月21日  | 2011年1月14日              | 民主黨                     | 眾議員（愛知縣第14區）       |                                           |
| 平岡秀夫       | 第1次改造內閣               | 片山善博              | 眾議員（山口縣第2區）    | 2010年9月21日  | 2011年1月14日              | 民主黨                     |                              |                                           |
|                | 第2次改造內閣               | 片山善博              | 鈴木克昌                 | 2011年1月18日  | 2011年9月2日               | 民主黨                     | 眾議員（愛知縣第14區）       | 留任                                      |
| 平岡秀夫       | 第2次改造內閣               | 片山善博              | 眾議員（山口縣第2區）    | 2011年1月18日  | 2011年9月2日               | 民主黨                     | 留任                         |                                           |
| 野田內閣       | 野田內閣                    | 川端達夫              | 黄川田徹                 | 2011年9月5日   | 2012年1月13日              | 民主黨                     | 眾議員（岩手縣第3區）        |                                           |
| 野田內閣       | 野田內閣                    | 川端達夫              | 松崎公昭                 | 2011年9月5日   | 2012年1月13日              | 民主黨                     | 眾議員（千葉縣第8區）        |                                           |
|                | 第1次改造內閣               | 川端達夫              | 黃川田徹                 | 2012年1月13日  | 2012年4月4日               | 民主黨                     | 眾議員（岩手縣第3區）        | 留任 任內辭職，由大島敦接任               |
| 松崎公昭       | 第1次改造內閣               | 川端達夫              | 2012年6月4日             | 2012年1月13日  | 眾議員（千葉縣第8區）      | 民主黨                     | 留任                         |                                           |
| 大島敦         | 第1次改造內閣               | 川端達夫              | 2012年6月4日             | 2012年4月6日   | 眾議員（埼玉縣第6區）      | 民主黨                     |                              |                                           |
|                | 第2次改造內閣               | 川端達夫              | 松崎公昭                 | 2012年6月4日   | 2012年10月1日              | 民主黨                     | 眾議員（千葉縣第8區）        | 留任                                      |
| 大島敦         | 第2次改造內閣               | 川端達夫              | 眾議員（埼玉縣第6區）    | 2012年6月4日   | 2012年10月1日              | 民主黨                     | 留任                         |                                           |
|                | 第3次改造內閣               | 樽床伸二              | 藤末健三                 | 2012年10月1日  | 2012年12月26日             | 民主黨                     | 參議員（參議院比例區）       |                                           |
| 大島敦         | 第3次改造內閣               | 樽床伸二              | 眾議員（埼玉縣第6區）    | 2012年10月1日  | 2012年12月26日             | 民主黨                     | 留任 兼任內閣府副大臣        |                                           |
| 第2次安倍內閣  | 第2次安倍內閣               | 新藤義孝              | 柴山昌彥                 | 2012年12月27日 | 2013年9月30日              | 自由民主黨                 | 眾議員（埼玉第8區）          | 任內辭職，由上川洋子接任                  |
| 第2次安倍內閣  | 第2次安倍內閣               | 新藤義孝              | 坂本哲志                 | 2012年12月27日 | 2013年9月30日              | 自由民主黨                 | 眾議員（熊本縣第3區）        | 兼任內閣府副大臣 任內辭職，由關口昌一接任 |
| 第2次安倍內閣  | 第2次安倍內閣               | 新藤義孝              | 上川陽子                 | 2013年9月30日  | 2014年9月3日               | 自由民主黨                 | 眾議員（靜岡縣第1區）        |                                           |
| 第2次安倍內閣  | 第2次安倍內閣               | 新藤義孝              | 關口昌一                 | 2013年9月30日  | 2014年9月3日               | 自由民主黨                 | 參議員（埼玉縣選舉區）       | 兼任內閣府副大臣                          |
|                | 改造內閣                    | 高市早苗              | 西銘恒三郎               | 2014年9月4日   | 2014年12月24日             | 自由民主黨                 | 眾議員（沖繩縣第4區）        |                                           |
| 二之湯智       | 改造內閣                    | 高市早苗              | 參議員（京都府選舉區）   | 2014年9月4日   | 2014年12月24日             | 自由民主黨                 |                              |                                           |
| 第3次安倍內閣  | 第3次安倍內閣               | 高市早苗              | 西銘恒三郎               | 2014年12月25日 | 2015年10月9日              | 自由民主黨                 | 眾議員（九州比例代表區）     | 再任                                      |
| 第3次安倍內閣  | 第3次安倍內閣               | 高市早苗              | 二之湯智                 | 2014年12月25日 | 2015年10月9日              | 自由民主黨                 | 參議員（京都府選舉區）       | 再任                                      |
|                | 第1次改造內閣               | 高市早苗              | 土屋正忠                 | 2015年10月9日  | 2016年8月5日               | 自由民主黨                 | 眾議員（東京都第18區）       |                                           |
| 松下新平       | 第1次改造內閣               | 高市早苗              | 參議員（宮崎縣選舉區）   | 2015年10月9日  | 2016年8月5日               | 自由民主黨                 | 兼任內閣府副大臣             |                                           |
|                | 第2次改造內閣               | 高市早苗              | 原田憲治                 | 2016年8月5日   | 2017年8月7日               | 自由民主黨                 | 眾議員（大阪府第9區）        |                                           |
| 赤間二郎       | 第2次改造內閣               | 高市早苗              | 眾議員（神奈川縣第14區） | 2016年8月5日   | 2017年8月7日               | 自由民主黨                 | 兼任內閣府副大臣             |                                           |
|                | 第3次改造內閣               | 野田聖子              | 奧野信亮                 | 2017年8月7日   | 2017年11月2日              | 自由民主黨                 | 眾議員（奈良縣第3區）        |                                           |
| 坂井學         | 第3次改造內閣               | 野田聖子              | 眾議員（神奈川縣第5區）  | 2017年8月7日   | 2017年11月2日              | 自由民主黨                 | 兼任內閣府副大臣             |                                           |
| 第4次安倍內閣  | 第4次安倍內閣               | 野田聖子              | 奥野信亮                 | 2017年11月2日  | 2018年10月4日              | 自由民主黨                 | 眾議員（近畿比例代表區）     | 再任                                      |
| 第4次安倍內閣  | 第4次安倍內閣               | 野田聖子              | 坂井學                   | 2017年11月2日  | 2018年10月4日              | 自由民主黨                 | 眾議員（神奈川縣第5區）      | 再任                                      |
|                | 第1次改造內閣               | 石田真敏              | 鈴木淳司                 | 2018年10月4日  | 2019年9月13日              | 自由民主黨                 | 眾議員（東海比例代表區）     |                                           |
| 佐藤由香里     | 第1次改造內閣               | 石田真敏              | 眾議員（近畿比例代表區） | 2018年10月4日  | 2019年9月13日              | 自由民主黨                 | 兼任內閣府副大臣             |                                           |
| 第2次改造內閣  | 野田聖子                    | 長谷川岳              | 2019年9月13日            | 2020年9月18日  | 參議員（北海道選舉區）     | 自由民主黨                 |                              |                                           |
| 第2次改造內閣  | 野田聖子                    | 寺田稔                | 2019年9月13日            | 2020年9月18日  | 眾議員（廣島縣第5區）      | 自由民主黨                 | 兼任內閣府副大臣             |                                           |
| 菅義偉内閣     | 菅義偉内閣                  | 武田良太              | 熊田裕通                 | 2020年9月18日  | 2021年10月6日              | 自由民主黨                 | 眾議員（愛知縣第1區）        |                                           |
| 菅義偉内閣     | 菅義偉内閣                  | 武田良太              | 新谷正義                 | 2020年9月18日  | 2021年10月6日              | 自由民主黨                 | 眾議員（廣島縣第4區）        |                                           |
| 第1次岸田內閣  | 第1次岸田內閣               | 金子恭之              | 田畑裕明                 | 2021年10月6日  | 2021年11月11日             | 自由民主黨                 | 眾議員（富山縣第1區）        |                                           |
| 第1次岸田內閣  | 第1次岸田內閣               | 金子恭之              | 中西祐介                 | 2021年10月6日  | 2021年11月11日             | 自由民主黨                 | 參議員（德島縣高知縣選舉區） |                                           |
| 第2次岸田內閣  | 第2次岸田內閣               | 金子恭之              | 田畑裕明                 | 2021年11月11日 | 2022年8月12日              | 自由民主黨                 | 眾議員（富山縣第1區）        | 再任                                      |
| 第2次岸田內閣  | 第2次岸田內閣               | 金子恭之              | 中西祐介                 | 2021年11月11日 | 2022年8月12日              | 自由民主黨                 | 參議員（德島縣高知縣選舉區） | 再任                                      |
|                | 第1次改造內閣               | 寺田稔 →松本剛明      | 尾身朝子                 | 2022年8月12日  | 2023年9月15日              | 自由民主黨                 | 眾議員（北關東比例代表區）   |                                           |
| 柘植芳文       | 第1次改造內閣               | 寺田稔 →松本剛明      | 參議員（參議員比例區）   | 2022年8月12日  | 2023年9月15日              | 自由民主黨                 |                              |                                           |
| 第2次改造內閣  | 鈴木淳司 →松本剛明          | 渡邊孝一              | 2023年9月15日            | 2024年10月3日  | 眾議員（北海道比例代表區） | 自由民主黨                 |                              |                                           |
| 第2次改造內閣  | 鈴木淳司 →松本剛明          | 馬場成志              | 2023年9月15日            | 2024年10月3日  | 參議員（熊本縣選舉區）     | 自由民主黨                 |                              |                                           |
| 第一次石破內閣 | 第一次石破內閣              | 村上誠一郎            | 渡邊孝一                 | 2024年10月3日  | 2024年11月13日             | 自由民主黨                 | 眾議員（北海道比例代表區）   | 再任                                      |
| 第一次石破內閣 | 第一次石破內閣              | 村上誠一郎            | 馬場成志                 | 2024年10月3日  | 2024年11月13日             | 自由民主黨                 | 參議員（熊本縣選舉區）       | 再任                                      |
| 第二次石破內閣 | 第二次石破內閣              | 村上誠一郎            | 富樫博之                 | 2024年11月13日 | 現任                       | 自由民主黨                 | 眾議員（秋田縣第1區）        |                                           |
| 第二次石破內閣 | 第二次石破內閣              | 村上誠一郎            | 阿達雅志                 | 2024年11月13日 | 現任                       | 自由民主黨                 | 參議員（參議員比例區）       |                                           |

再任表示換閣後再次被招攬，留任表示同一內閣改造後獲得挽留